# Pénélope yacouhou
Penelope obscura
Espèce
Statut de conservation UICN

 LC  : Préoccupation mineure
La Pénélope yacouhou (Penelope obscura) est une espèce d'oiseau de la famille des Cracidae.

## Description
Elle mesure en moyenne 73 centimètres de longueur et pèse en moyenne 1,2 kilogramme et très similaire d'apparence à son cousin plus petit, la Pénélope péoa.

## Alimentation
Elle mange des fruits, des fleurs et des bourgeons ramassés sur le sol ou arrachés aux branches d'arbres, dispersant ainsi les graines de diverses espèces d'arbres et palmiers, comme le palmier menacé de disparition Euterpe edulis, ou les palmiers du genre Syagrus (par exemple les espèces nommées Cocotier plumeux ou Palmier de la reine et Licuri).

## Répartition
Cet oiseau vit dans le sud de la forêt atlantique et régions avoisinantes.

## Habitat
Elle vit dans les forêts humides subtropicales et tropicales.

## Liens externes

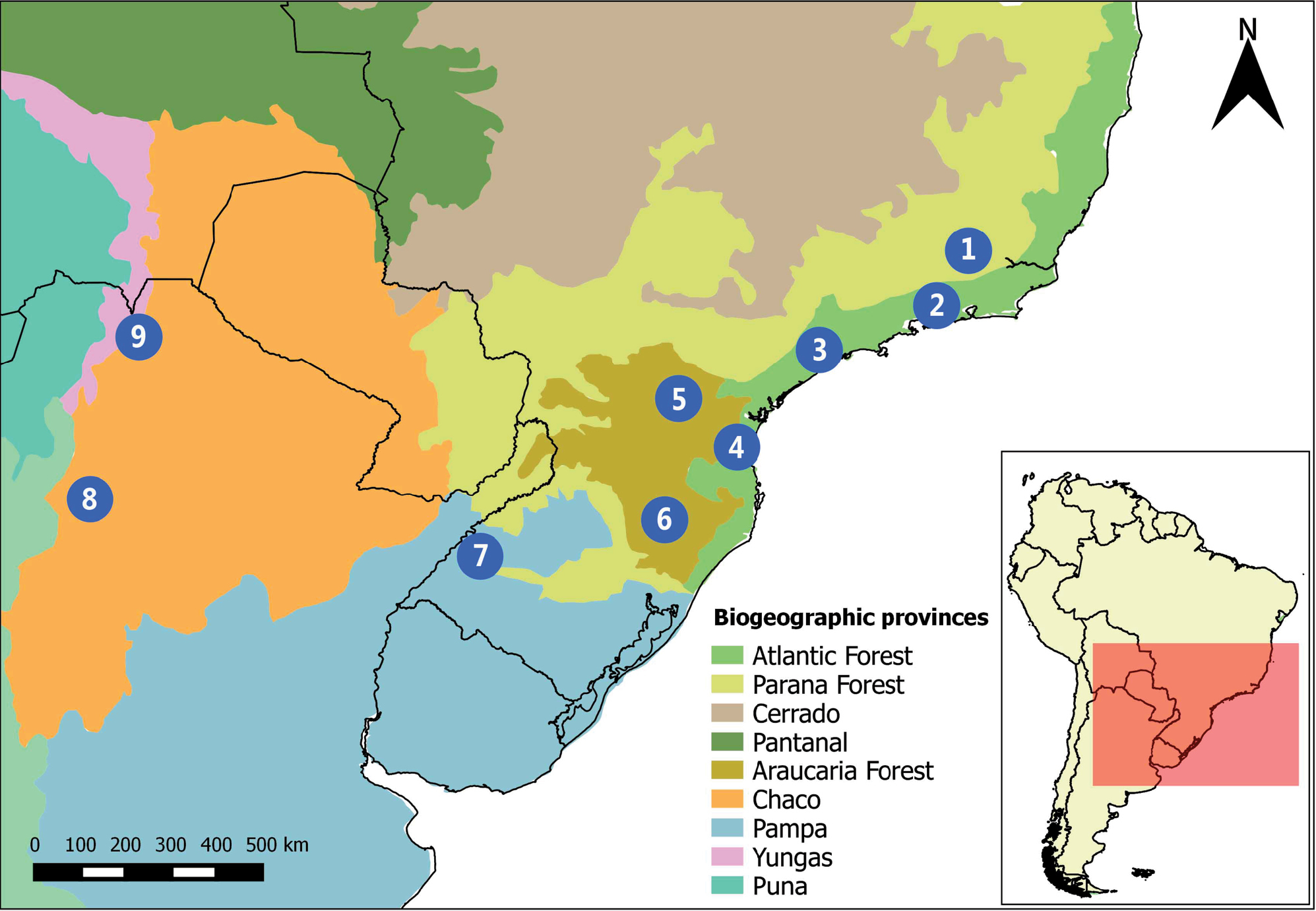